# Francesco Montervino
Francesco Montervino (Taranto, 7 maggio 1978) è un dirigente sportivo ed ex calciatore italiano, di ruolo centrocampista.

## Caratteristiche tecniche
Centrocampista centrale, si adattava in caso di necessità a ricoprire altri ruoli, come il terzino e l'esterno di centrocampo.

## Carriera

### Club
Cresciuto calcisticamente nelle giovanili del Taranto, nel 1994 passò nel settore giovanile del Fasano, società di Serie C2 dove rimase per una stagione, collezionando la sua prima presenza nei professionisti nell'annata 1994-1995. Essendo molto giovane, era impiegato principalmente nella squadra Berretti. L'anno seguente passò al Taranto, la squadra della sua città.
Prima della stagione 1996-1997 venne acquistato dal Parma in prestito. Giocò con la formazione Primavera del club emiliano, rimanendovi solo per una stagione. Tornato al Taranto, militante nei dilettanti, a diciannove anni ne diventa il capitano. Da agosto a dicembre 1997 collezionò 16 presenze con 3 reti, poi arrivò la chiamata del Perugia, che lo acquistò e lo girò in prestito all'Ancona.

#### I primi anni all'Ancona
Montervino firmò un contratto quadriennale e si trasferì definitivamente all'Ancona, squadra con cui debuttò in Serie B nella seconda parte del campionato 1997-1998, nella partita Chievo Verona-Ancona. In quella stagione segnò una rete in 7 presenze. La sua squadra retrocesse, poi, nella stagione 1998-1999, mise a referto 26 presenze con l'Ancona in terza serie, ottenendo la convocazione nella nazionale italiana di C.
Nella stagione 1999-2000 disputò 17 gare in C1 con Brini in panchina e vinse il torneo ai play-off, centrando la promozione in B. Trascorse in tutto 6 stagioni ad Ancona di cui le ultime tre in serie B, e nell'ultima ottenne con la sua squadra la promozione in Serie A, ma non festeggiò poiché a stagione in corso venne ceduto al Napoli.

#### Il passaggio al Napoli
Durante la stagione che si chiuse con il quarto posto e la promozione, venne ceduto al Napoli e paradossalmente, debuttò in maglia azzurra proprio contro l'Ancona.
Salvo una breve parentesi al Catania nella prima metà del 2004, giocò con la maglia partenopea dal 2003 al 2009, sia prima sia dopo il fallimento della società: è infatti l'unico giocatore del "vecchio" Napoli, insieme a Cataldo Montesanto, ad essere rimasto nella nuova società di Aurelio De Laurentiis. Nella stagione 2005-2006, con la partenza di Gennaro Scarlato, Montervino divenne divenne il capitano della squadra (ruolo mantenuto fino all'inizio della stagione 2008-2009, quando venne sostituito da Paolo Cannavaro). Contribuì prima alla promozione degli azzurri in Serie B e poi a quella in Serie A; debuttò in massima serie il 26 settembre 2007, all'età di ventinove anni, in occasione di Napoli-Livorno (1-0). Segnò la sua prima rete in Serie A il 31 maggio 2009, aprendo le marcature nel match contro il Chievo Verona, al San Paolo. Nei due anni in Serie A con il Napoli collezionò complessivamente 22 presenze in campionato, 6 in coppa Italia e 2 in Coppa UEFA, mentre le presenze complessive con il Napoli furono 166 (di cui 129 nel Napoli post-fallimento), arricchite da 6 reti.

#### L'esperienza a Salerno
Il 31 agosto 2009, a campionato già iniziato, passò a titolo definitivo alla Salernitana, dove disputò due stagioni, una in Serie B, collezionando 22 presenze, e una in Serie C1, raccogliendone 20, dopodiché subì lo svincolo d'ufficio a causa della mancata iscrizione del club campano ai campionati. Il 13 settembre 2011 tornò a Salerno firmando un contratto con il Salerno Calcio, nuova società fondata da Claudio Lotito e Marco Mezzaroma, che in seguitò acquisirà i simboli originali della Salernitana. Nella prima stagione del rifondato club diventò vice-capitano della squadra e successivamente capitano.
Il 21 gennaio 2013, in seguito al gol segnato durante Aversa Normanna-Salernitana, dopo essere stato insultato per buona parte della gara dagli aversani simpatizzanti anche del Napoli, esultò in modo discutibile, rivolgendosi direttamente ai tifosi avversari e ricevendo successivamente 6 giornate di squalifica per l'atto (poi ridotte a 3 dopo il ricorso presentato appositamente).
Le motivazioni addotte dalla giustizia sportiva per il provvedimento furono le seguenti:
(Sentenza del giudice sportivo)
In seguito, il 23 gennaio, viene emesso nei suoi confronti il Daspo della durata di 2 anni, che nega la possibilità di assistere a qualsiasi evento sportivo. Tuttavia, scadute le giornate di squalifica, il mediano continuò a disputare le gare con la sua squadra.
Il 30 giugno 2014, scaduto il suo contratto con i granata, si ritrovò svincolato e di lì a poco si ritirò dall'attività agonistica.

### Dirigente sportivo
Chiusa la carriera come calciatore, nell'estate del 2014 partecipa al corso per direttore sportivo del Settore Tecnico della FIGC. Il suo primo incarico lo riceve ad agosto, diventando direttore sportivo del Taranto. Nel marzo del 2015 rescinde consensualmente il rapporto con la società rossoblù, tornando a ricoprire lo stesso ruolo nel luglio dello stesso anno, dopo il rinnovo dirigenziale della società. Il 30 maggio 2016 lascia nuovamente la squadra pugliese.. Nel luglio 2019 entra a far parte della dirigenza del Nola. Nel luglio 2020 torna a ricoprire il ruolo di direttore sportivo del Taranto, ruolo che mantiene fino al 27 aprile 2022.

## Statistiche

### Presenze e reti nei club
| Stagione                            | Squadra                             | Campionato                          | Campionato | Campionato | Coppe nazionali | Coppe nazionali | Coppe nazionali | Coppe europee | Coppe europee | Coppe europee | Altre coppe | Altre coppe | Altre coppe | Totale | Totale |
| Stagione                            | Squadra                             | Camp                                | Pres       | Reti       | Camp            | Pres            | Reti            | Camp          | Pres          | Reti          | Camp        | Pres        | Reti        | Pres   | Reti   |
| ----------------------------------- | ----------------------------------- | ----------------------------------- | ---------- | ---------- | --------------- | --------------- | --------------- | ------------- | ------------- | ------------- | ----------- | ----------- | ----------- | ------ | ------ |
| 1994-1995                           | Fasano                              | C2                                  | 1          | 0          | -               | -               | -               | -             | -             | -             | -           | -           | -           | 1      | 0      |
| 1995-1996                           | Taranto                             | C2                                  | 5          | 0          | CI-C            | 0               | 0               | -             | -             | -             | -           | -           | -           | 5      | 0      |
| 1996-1997                           | Parma                               | A                                   | 0          | 0          | CI              | 0               | 0               | CU            | 0             | 0             | -           | -           | -           | 0      | 0      |
| 1997-gen. 1998                      | Taranto                             | CND                                 | 16         | 3          | CI-Dil          | 1               | 0               | -             | -             | -             | -           | -           | -           | 17     | 3      |
| Totale Taranto                      | Totale Taranto                      | Totale Taranto                      | 21         | 3          |                 | 1               | 0               |               | -             | -             |             | -           | -           | 22     | 3      |
| gen.-giu. 1998                      | Ancona                              | B                                   | 7          | 1          | CI              | -               | -               | -             | -             | -             | -           | -           | -           | 7      | 1      |
| 1998-1999                           | Ancona                              | C1                                  | 26         | 1          | CI+CI-C         | 2+0             | 0               | -             | -             | -             | -           | -           | -           | 28     | 1      |
| 1999-2000                           | Ancona                              | C1                                  | 17         | 1          | CI-C            | 0               | 0               | -             | -             | -             | -           | -           | -           | 17     | 1      |
| 2000-2001                           | Ancona                              | B                                   | 31         | 2          | CI              | 3               | 0               | -             | -             | -             | -           | -           | -           | 34     | 2      |
| 2001-2002                           | Ancona                              | B                                   | 24         | 2          | CI              | 3               | 0               | -             | -             | -             | -           | -           | -           | 27     | 2      |
| 2002-gen. 2003                      | Ancona                              | B                                   | 16         | 1          | CI              | 7               | 2               | -             | -             | -             | -           | -           | -           | 23     | 2      |
| Totale Ancona                       | Totale Ancona                       | Totale Ancona                       | 121        | 5          |                 | 15              | 2               |               | -             | -             |             | -           | -           | 136    | 7      |
| gen.-giu. 2003                      | Napoli                              | B                                   | 16         | 0          | CI              | -               | -               | -             | -             | -             | -           | -           | -           | 16     | 0      |
| 2003-gen. 2004                      | Napoli                              | B                                   | 20         | 0          | CI              | 1               | 0               | -             | -             | -             | -           | -           | -           | 21     | 0      |
| gen.-giu. 2004                      | Catania                             | B                                   | 19         | 0          | CI              | -               | -               | -             | -             | -             | -           | -           | -           | 19     | 0      |
| 2004-2005                           | Napoli                              | C1                                  | 26+4       | 1          | -               | -               | -               | -             | -             | -             | -           | -           | -           | 30     | 1      |
| 2005-2006                           | Napoli                              | C1                                  | 31         | 3          | CI+CI-C         | 4+0             | 0               | -             | -             | -             | SL-C1       | 2           | 0           | 37     | 3      |
| 2006-2007                           | Napoli                              | B                                   | 27         | 1          | CI              | 4               | 0               | -             | -             | -             | -           | -           | -           | 31     | 1      |
| 2007-2008                           | Napoli                              | A                                   | 9          | 0          | CI              | 4               | 0               | -             | -             | -             | -           | -           | -           | 13     | 0      |
| 2008-2009                           | Napoli                              | A                                   | 13         | 1          | CI              | 2               | 0               | I+CU          | 0+2           | 0             | -           | -           | -           | 17     | 1      |
| Totale Napoli                       | Totale Napoli                       | Totale Napoli                       | 142+4      | 6          |                 | 15              | 0               |               | 2             | 0             |             | 2           | 0           | 165    | 6      |
| 2009-2010                           | Salernitana                         | B                                   | 20         | 0          | CI              | -               | -               | -             | -             | -             | -           | -           | -           | 20     | 0      |
| 2010-2011                           | Salernitana                         | 1D                                  | 17+3       | 1          | CI+CI-LP        | 1+0             | 0               | -             | -             | -             | -           | -           | -           | 21     | 1      |
| 2011-2012                           | Salerno Calcio                      | D                                   | 29         | 3          | CI-D            | -               | -               | -             | -             | -             | -           | -           | -           | 29     | 3      |
| 2012-2013                           | Salernitana                         | 2D                                  | 24         | 4          | CI-LP           | 1               | 0               | -             | -             | -             | SL-2D       | 2           | 0           | 27     | 4      |
| 2013-2014                           | Salernitana                         | 1D                                  | 24+1       | 0          | CI+CI-LP        | 1+5             | 0+1             | -             | -             | -             | -           | -           | -           | 31     | 1      |
| Totale Salernitana e Salerno Calcio | Totale Salernitana e Salerno Calcio | Totale Salernitana e Salerno Calcio | 113+4      | 8          |                 | 8               | 1               |               | -             | -             |             | 2           | 0           | 127    | 9      |
| Totale carriera                     | Totale carriera                     | Totale carriera                     | 417+8      | 22         |                 | 39              | 3               |               | 2             | 0             |             | 4           | 0           | 470    | 25     |

## Palmarès

### Club

#### Competizioni nazionali
- Campionato italiano Serie C1: 1

Napoli: 2005-2006
- Campionato italiano Serie D: 1

Salerno: 2011-2012
- Campionato italiano di Lega Pro Seconda Divisione: 1

Salernitana: 2012-2013
- Supercoppa di Lega Pro Seconda Divisione: 1

Salernitana: 2012-2013
- Coppa Italia Serie C: 1

Salernitana: 2013-2014